# District de Bảo Thắng
Pour les articles homonymes, voir Bảo Thắng (homonymie).
Le District de Bảo Thắng est un district de la province de Lào Cai, situé au Nord du Vietnam.
Il est composé des communes : 
Phố Lu, Phong Hải, Tằng Loỏng, Phú Nhuận, Phố Lu, Sơn Hà, Trì Quang, Xuân Quang, Phong Niên, Xuân Giao, Gia Phú, Sơn Hải, Thái Niên, Bản Cầm, Bản Phiệt.